# Dark
Dark (estilizado como D A R K ou D A Я K) é uma aclamada e premiada série alemã de drama, suspense e ficção científica criada  por Baran bo Odar e Jantje Friese e eleita em votação popular no site Rotten Tomatoes como a melhor série original Netflix.
A trama da série se passa na fictícia cidade alemã de Winden, quando quatro famílias iniciam uma busca desesperada por respostas após o desaparecimento de duas crianças que aparenta estar relacionado a um outro desaparecimento ocorrido 33 anos antes. Aos poucos, segredos familiares passam a ser expostos e um complexo mistério envolvendo três gerações começa a se revelar. 
Ao longo da série, Dark explora as implicações existenciais do tempo e seus efeitos sobre a natureza humana. 
É a primeira série original alemã da Netflix, tendo estreado sua primeira temporada completa no dia 1º de dezembro de 2017. Após críticas positivas, Dark foi renovada para uma segunda temporada, lançada no dia 21 de junho de 2019. No trailer de lançamento da segunda temporada, a série foi anunciada como uma história contada em três 'ciclos' - cujo final ocorreu na sua terceira e última temporada, lançada no dia 27 de junho de 2020.
Apesar de ser inicialmente comparada a Stranger Things, já que ambas partem do desaparecimento de uma criança, Dark ganhou popularidade pela sua trama complexa e temas envolvendo viagens no tempo e conceitos de física e filosofia. No âmbito de uma votação realizada pelo site Rotten Tomatoes, Dark foi eleita como a melhor série da Netflix, vencendo a própria Stranger Things e enfrentando a também aclamada Black Mirror na final. Dark também ganhou o prémio Grimme-Preis, o mais importante da televisão alemã.

## Visão geral
O desaparecimento recente de crianças na pequena cidade alemã de Winden remete a acontecimentos idênticos ocorridos há 33 anos e 66 anos e coloca quatro famílias no centro de uma teia de mistérios envolvendo uma misteriosa caverna, uma usina nuclear suspeita e um estranho homem recém-chegado na cidade.
Na primeira temporada, seguimos Jonas Kahnwald, um adolescente lutando para lidar com o suicídio de seu pai e descobrindo a cadeia de acontecimentos; o policial Ulrich Nielsen, cujo filho é um dos desaparecidos e cujo irmão desapareceu 33 anos antes; e a chefe de polícia Charlotte Doppler, que está investigando os desaparecimentos. Outros personagens guardam suas próprias tramas e mistérios, que acabam se entrelaçando a trama central.
A história começa em 2019, mas se espalha para incluir histórias em 1986 e 1953 através de viagens no tempo, à medida que certos personagens das principais famílias da cidade se conscientizam da existência de um buraco de minhoca que permite as viagens no sistema de cavernas abaixo da usina nuclear local, que é administrada pela influente família Tiedemann. Durante a temporada, segredos começam a ser revelados sobre as famílias Kahnwald, Nielsen, Doppler e Tiedemann, e suas vidas começam a desmoronar à medida que os laços se tornam evidentes entre as crianças desaparecidas e as histórias da cidade e de seus cidadãos.
A segunda temporada continua as tentativas das famílias entrelaçadas de se reunir com seus entes queridos desaparecidos, vários meses após o final da primeira temporada, em 2020, 1987 e 1954, respectivamente. Seguimos Jonas através de novas viagens no tempo, chegando aos anos de 2053 e 1921, que acrescentam novos aspectos aos mistérios, assim como a existência da irmandade secreta Sic Mundus, uma organização secreta que aparentemente estuda e manipula as viagens no tempo, além dos outros personagens que estão se movendo na batalha pelo futuro de Winden, pelo destino próprio ou de seus familiares. Enquanto isso, um evento apocalíptico está prestes a acontecer na cidade em 2020.
A terceira e última temporada segue as quatro famílias ao longo do tempo na esteira do apocalipse em 2020, enquanto também introduz um mundo paralelo cujos eventos estão interconectados com aqueles do primeiro mundo. A temporada se passa principalmente em 1888, 1954, 1987, 2020 e 2053 no primeiro mundo e em 2019 e 2052 no segundo mundo, enquanto os personagens trabalham para encontrar uma saída do ciclo repetitivo de eventos em Winden em ambos os mundos.

## Episódios

### Resumo dos episódios

##### 1ª Temporada
| N.º na série | N.º na temp. | Título                                                            | Dirigido por  | Escrito por                   | Lançamento            |
| --- | ------------ | ----------------------------------------------------------------- | ------------- | ----------------------------- | --------------------- |
| 1 | 1            | "Geheimnisse" "Segredos" (BR)                                     | Baran bo Odar | Jantje Friese                 | 1 de dezembro de 2017 |
| Em junho de 2019, Michael Kahnwald, de 43 anos, comete suicídio, mas sua mãe Ines esconde sua carta de suicídio antes que alguém a note. Em 4 de novembro, após quase dois meses de tratamento numa instituição psiquiátrica, o filho adolescente de Michael, Jonas, retorna à escola e se une novamente ao melhor amigo, Bartosz Tiedemann, que agora está namorando o interesse amoroso de Jonas, Martha. Erik Obendorf, o principal fornecedor de maconha na escola, esteve perdido por duas semanas, e o policial Ulrich Nielsen — pai de Martha Nielsen e seus irmãos, o jovem Magnus Nielsen e o menino Mikkel Nielsen — se tornou responsável pela investigação, que tem dificuldade de obter pistas. Enquanto isso, Ulrich trai sua esposa, a diretora do colégio Katharina, com a mãe de Jonas, Hannah. Ao buscar a pilha de drogas de Erik numa caverna muito próxima da usina nuclear da cidade, a qual está prestes a ser fechada, o grupo formado por Jonas, Bartosz, os jovens Nielsen e Franziska Doppler ficam assustados com sons estranhos e com a intermitência de suas lanternas. Mikkel então desaparece enquanto o restante foge das proximidades da caverna. No dia seguinte, o corpo de um menino é descoberto, mas não se trata de Mikkel. Em um local desconhecido, uma pessoa de capuz amarra Erik a uma cadeira, enquanto engata um mecanismo em volta de sua cabeça. |              |                                                                   |               |                               |                       |
| 2 | 2            | "Lügen" "Mentiras" (BR)                                           | Baran bo Odar | Jantje Friese & Ronny Schalk  | 1 de dezembro de 2017 |
| O desaparecimento de Mikkel traz memórias de 1986. O irmão mais novo de Ulrich, Mads Nielsen, sumiu, e Ulrich em 2019 começa a crer que os desaparecimentos de Erik, Mikkel e o corpo do terceiro menino estão relacionados. Enquanto fazia busca na caverna, ele encontra uma porta trancada que leva à usina nuclear, e apesar de o pedido de Ulrich para entrar na caverna ter sido recusado pelo seu diretor Aleksander Tiedemann, o pai de Bartosz, ele ainda é capaz de livrar o pai de Erik Obendorf, um empregado da usina, da lista de suspeitos. A chefe de polícia Charlotte Doppler é informada de que o menino morto, vestido de roupas dos anos 80, morreu há apenas dezesseis horas atrás, e também de que seus ouvidos foram destruídos por pressão extrema. Mais tarde, quando as luzes começam a piscar e pássaros caem do céu, Charlotte fica ainda mais preocupada. Enquanto isso, um estranho descabelado entra no hotel de propriedade de Regina Tiedemann, mãe de Bartosz. A mãe de Ulrich, Jana, mente para o filho, afirmando que seu marido, Tronte, estava com ela na noite do desaparecimento de Mads, sabendo que ele tinha saído de casa. Ao amanhecer, Mikkel, desorientado, acorda na caverna e corre para casa, apenas para descobrir a data onde está vivo: 5 de novembro de 1986. |              |                                                                   |               |                               |                       |
| 3 | 3            | "Gestern und Heute" "Passado e Presente" (BR)                     | Baran bo Odar | Jantje Friese & Marc O. Seng  | 1 de dezembro de 2017 |
| Em 1986, quatro semanas após o desaparecimento de Mads Nielsen, um Mikkel desesperado é recebido na polícia por Egon Tiedemann, que suspeita que ele foi agredido pelo adolescente Ulrich. Mikkel é levado ao hospital pela enfermeira Ines Kahnwald, que ganha a sua confiança. Na usina nuclear, a nova diretora eleita, Claudia Tiedemann, filha de Egon e mãe de Regina, confronta seu predecessor Bernd Doppler, que informa a ela sobre latas secretas escondidas em cavernas próximas. O filho de Bernd, o guarda Helge Doppler, dá um livro a Claudia: Eine Reise durch die Zeit (Uma Jornada Pelo Tempo), de H. G. Tannhaus. Enquanto isso, quando a eletricidade se instabiliza, uma jovem Charlotte começa a investigar as mortes de vários pássaros, ao mesmo tempo em que a tímida jovem Hannah tem um interesse não correspondido em Ulrich, e Regina sofre Bullying e inicia um processo de autoflagelação. Um rebanho de ovelhas é encontrado morto por parada cardíaca e com os tímpanos rompidos e, em uma localidade desconhecida, um homem cercado de relógios manipula uma máquina de metal. Mikkel foge do hospital e retorna às cavernas; após se machucar, ele grita por ajuda. Em 2019, Ulrich, também tendo retornado às cavernas, escuta ao longe os gritos de Mikkel, mas eles não conseguem ver um ao outro. |              |                                                                   |               |                               |                       |
| 4 | 4            | "Doppelleben" "Vidas Duplas" (BR)                                 | Baran bo Odar | Martin Behnke & Jantje Friese | 1 de dezembro de 2017 |
| Em 2019, Jonas Kahnwald encontra mapas e notas sobre as cavernas na garagem de sua família, enquanto Charlotte tenta encontrar uma conexão entre os meninos desaparecidos e os pássaros mortos, os quais — assim como o menino morto — foram encontrados com tímpanos estourados. Os pássaros também mostram sintomas similares àqueles encontrados após o Desastre de Chernobil, e Charlotte suspeita de conexões com os eventos de Winden em 1986. Enquanto isso, seu casamento com o psicólogo Peter tem problemas, desde que foi revelado que este tinha um caso com uma acompanhante transexual, e Charlotte ainda descobre evidências de que Peter saiu para dirigir na noite do desaparecimento de Mikkel, apesar de ele desmentir isto. Sua filha mais velha, Franziska, confidencia a Magnus Nielsen que ela pretende deixar Winden em função do casamento complicado de seus pais. A irmã mais jovem de Franziska, Elisabeth, que possui deficiência auditiva, desaparece depois de ir à escola, mas eventualmente retorna para casa, explicando que encontrou um homem misterioso, Noah, que deu a ela um relógio que já pertenceu a Charlotte. Ao mesmo tempo, o pai de Peter, Helge Doppler, que sofre de demência, é encontrado andando a esmo pela floresta, afirmando que ele "deve parar Noah". Na manhã seguinte, uma pessoa encapuzada se aproxima do amigo de Elisabeth, Yasin, e diz a ele que Noah o enviou.                                                                                                  |              |                                                                   |               |                               |                       |
| 5 | 5            | "Wahrheiten" "Verdades" (BR)                                      | Baran bo Odar | Martin Behnke & Jantje Friese | 1 de dezembro de 2017 |
| Em 1986, Mikkel está no hospital após quebrar a perna na caverna, e é visitado por um padre: Noah. Após testemunhar Ulrich e Katharina transando, Hannah diz à polícia que viu Ulrich estuprar Katharina, e por isso Ulrich é preso. Em 2019, com Yasin também desaparecido, o pânico começa a se espalhar, e Charlotte acusa Peter de estar envolvido nos desaparecimentos dos meninos. Hannah quer continuar seu Affair com Ulrich, mas ele se recusa transtornado. No hotel, o Estranho diz a Regina para entregar um pacote para Jonas, enquanto ele estará fora por alguns dias, e no caixão de Michael, o Estranho se aproxima de Jonas, dizendo a ele que seu pai, uma vez, salvou sua vida. Bartosz encontra o fornecedor de drogas de Erik Obendorf, o qual é mostrado ser o mesmo padre que visitou Mikkel há 33 anos. Mais tarde, Jonas recebe o pacote do Estranho, contendo uma lanterna, um Contador Geiger e a carta de suicídio de Michael. No bilhete, o pai de Jonas então explica que, em 4 de novembro de 2019, ele voltou a 1986, onde ele ficou e cresceu, criado por Ines, eventualmente casando com Hannah e se tornando o pai de Jonas. Portanto, Mikkel Nielsen se tornou Michael Kahnwald. |              |                                                                   |               |                               |                       |
| 6 | 6            | "Sic Mundus Creatus Est" "Assim Foi Criado o Mundo" (BR)          | Baran bo Odar | Jantje Friese & Ronny Schalk  | 1 de dezembro de 2017 |
| Em 2019, a família Nielsen luta para não conflitar internamente, Regina descobre possuir câncer de mama, e Ulrich descobre que seu pai tinha um caso com Claudia Tiedemann quando Mads desapareceu. Após descobrir que Regina foi a última a ver Mads em 1986, Ulrich a confronta e, apesar de ela admitir o ressentimento pelo Bullying durante sua infância, ela também o faz perceber que na verdade era Hannah a sua acusadora quanto ao suposto estupro de Katharina. Visitando o necrotério, Ulrich finalmente se dá conta de que o menino morto é Mads, cujo cadáver não sofreu influência do tempo por 33 anos. Enquanto isso, Jonas não consegue dizer à sua mãe sobre a carta de suicídio, mas entra nas cavernas armado com o bilhete de seu pai e com o equipamento da bagagem enviada pelo Estranho. Dentro das cavernas, ele encontra uma porta com uma frase em latim, Sic mundus creatus est ("Assim Foi Criado o Mundo"), e após se arrastar até o outro lado, ele nota panfletos colados em busca do desaparecido Mads Nielsen. Uma van, que passava pela localidade, freia e seus integrantes falam com ele: Hannah, de 14 anos de idade, e seu pai Sebastian, oferecendo carona a Jonas. Eles também o avisam do perigo da chuva ácida em função do recente desastre de Chernobil. |              |                                                                   |               |                               |                       |
| 7 | 7            | "Kreuzwege" "Ponto Crítico" (BR)                                  | Baran bo Odar | Jantje Friese & Marc O. Seng  | 1 de dezembro de 2017 |
| Em 2019, a polícia finalmente é liberada para entrar na usina, e Charlotte encontra uma porta fechada com solda nas cavernas. Neste período, Ulrich encontra as notas de Egon de 1986, que apontavam para Helge como um suspeito, e o visita na casa de repouso. Assustado, Helge afirma poder mudar o passado e o futuro. Ulrich é suspenso em seu serviço e Katharina o confronta sobre seu caso com Hannah. Charlotte descobre que o sistema de cavernas passa por baixo de uma velha cabine de propriedade de Helge, e mais tarde ela recebe uma mensagem de voz de Ulrich, declarando que Helge é o sequestrador, mas que a pergunta não era como ele o faz, mas quando. Mais tarde, Helge deixa a casa de repouso, seguido por Ulrich, que traz um livro do quarto de Helge: Uma Viagem Pelo Tempo, de H.G. Tannhaus. Em 1986, Helge, que trabalhava na usina durante a noite do desaparecimento de Mads, é questionado por Egon sobre seu paradeiro. O Estranho adverte Jonas de que levar Mikkel para casa fará com que ele deixe de um dia ter nascido. Katharina tenta, sem sucesso, convencer Egon de que Ulrich nunca a estuprou, e então Helge e Noah se preparam para levar o corpo de Yasin de um Bunker atrás da cabine de Helge. |              |                                                                   |               |                               |                       |
| 8 | 8            | "Was man sät, das wird man ernten" "Você Colhe O Que Planta" (BR) | Baran bo Odar | Martin Behnke & Jantje Friese | 1 de dezembro de 2017 |
| Em 1953, pássaros começam a morrer, e os corpos não identificados de Erik e Yasin são descobertos. O chefe de polícia e pai de Ines, Daniel Kahnwald, e o policial Egon Tiedemann ficam confusos pelas roupas estranhas dos jovens. Ulrich chega de 2019 e encontra vários transeuntes, incluindo a forasteira Agnes Nielsen e seu filho Tronte, que estão prestes a alugar um quarto na casa dos Tiedemann, e um relojoeiro denominado H.G. Tannhaus, que não conhece o livro encontrado com Helge, em 2019. Através de uma conversa ouvida das jovens Ines e Jana, Ulrich descobre dos dois corpos, e quando apresentado ao menino de 9 anos Helge, ele acredita que matá-lo salvará as vidas dos garoto. Ele então golpeia o garoto repetidamente, e o deixa para morrer no Bunker. Mais tarde, Tannhaus encontra o Smartphone de Ulrich. Em 1986, o Estranho se encontra com um Tannhaus bem mais velho, que compartilha a sua teoria de viagem no tempo por Buracos de Minhoca. O Estranho confirma a teoria do idoso, e declara que um Buraco de Minhoca daquele tipo, que permite pessoas viajarem para 33 anos no passado ou no futuro, existe justamente ali, em Winden. Ele pede a Tannhaus que conserte uma máquina de metal que possui, para que ele possa destruir o Buraco de Minhoca. Tannhaus traz então a versão original daquele mesmo dispositivo, estudando ambos lado a lado. |              |                                                                   |               |                               |                       |
| 9 | 9            | "Alles ist Jetzt" "Tudo Acontece Agora" (BR)                      | Baran bo Odar | Jantje Friese & Marc O. Seng  | 1 de dezembro de 2017 |
| Em 1986, Ulrich é livrado das acusações de estupro, e Hannah descobre secretamente que um jovem recém-chegado, denominado Aleksander Köhler, vive sob identidade falsa. Claudia encontra seu cão Gretchen, desaparecido desde 1953, vivo e intacto nas imediações das cavernas, e começa a ler o livro de Tannhaus. Quando Bernd admite que os latões escondidos possuem subprodutos de um pequeno derretimento, Claudia contrata Aleksander para, em segredo, fechar a porta para eles. Em uma discussão com Helge — que revelou que os meninos sequestrados morreram na tentativa de Noah de criar uma máquina do tempo — que aconteceu, Noah declara que sua missão é libertar a humanidade, aproximando a si mesmo da sua versão bíblica, Noé. Em 2019, Hannah usa seu conhecimento do passado de Aleksander para o chantageá-lo a destruir a vida de Ulrich, enquanto Regina descobre sobre a pesquisa do Estranho. Bartosz é abordado por uma Claudia idosa, sua avó supostamente morta. Hannah mente para Katharina quanto a Ulrich querer deixar sua família, e Jonas termina o relacionamento com Martha. Mais tarde, Bartosz se encontra com Noah e concorda com se juntar a ele. Em 1953, Helge é dado como desaparecido, e Noah — com a mesma aparência de 1986 e 2019 — oferece acompanhamento pastoral para a mãe de Helge, Greta. Ulrich é preso e confessa ter matado Helge. Claudia, em sua versão de 2019, entra na loja de Tannhaus com projetos para a máquina metálica, pedindo a ele que a construa para ela. |              |                                                                   |               |                               |                       |
| 10 | 10           | "Alpha und Omega" "Alfa e Ômega" (BR)                             | Baran bo Odar | Jantje Friese & Ronny Schalk  | 1 de dezembro de 2017 |
| Durante a noite do desaparecimento de Mikkel, Peter está visitando o isolamento da cabine de Helge quando o corpo de Mads aparece subitamente. Ele liga a Tronte para que venha até a cabine, e Claudia chega, dizendo a eles para moverem o corpo de lugar. Em 1986, Noah e Helge capturam Jonas, que voltou para trazer Mikkel de volta a 2019. Também tendo retornado a 1986, o velho Helge é morto mais tarde ao tentar deter sua versão mais nova, jogando o seu carro sobre o dele. Jonas acorda dentro do Bunker, acompanhado do Estranho, que revela na verdade ser o próprio Jonas em sua versão adulta, e sai para destruir o Buracos de Minhoca utilizando a máquina de Tannhaus, que o mesmo completou a partir da versão quebrada trazida pela versão adulta de Jonas e do Smartphone de Ulrich. Em 2019, Charlotte encontra um artigo de 1953 nos arquivos, sobre o sequestro de Helge, que possui uma foto de Ulrich. Noah diz a Bartosz que Claudia é seu adversário principal, e que a versão adulta de Jonas, involuntariamente, criará o Buraco de Minhoca. Em 1953, o menino Helge recupera a consciência conforme o Buraco de Minhoca aparece, o conectando a Jonas em 1986. Quando tentam tocar um ao outro, Helge é enviado a 1986, enquanto Jonas acorda em Winden no futuro, em 2052, sendo nocauteado por uma mulher armada. |              |                                                                   |               |                               |                       |

##### 2ª Temporada
| N.º na série | N.º na temp. | Título                                            | Dirigido por  | Escrito por                    | Lançamento          |
| --- | ------------ | ------------------------------------------------- | ------------- | ------------------------------ | ------------------- |
| 11 | 1            | "Anfänge und Enden" "Começos e Fins" (BR)         | Baran bo Odar | Jantje Friese & Daphne Ferraro | 21 de junho de 2019 |
| Em 1921, fora de Winden, dois homens estão construindo uma passagem para dentro da caverna que, mais tarde, seria utilizada como portal. Um deles, um jovem Noah, mata o outro com uma picareta suspeitando que este último "perdeu a fé". O Noah mais jovem é guiado por sua versão mais velha, um membro de um grupo de viajantes do tempo chamado Sic Mundus. O grupo é liderado pelo desfigurado e misterioso Adam, que diz ao Noah mais velho para obter as páginas faltantes do diário de Claudia em preparação para um "Apocalipse" que ocorrerá em 27 de junho de 2020. Em 21 de junho de 2020, seis dias antes do Apocalipse, as coisas em Winden se agitaram. Um investigador, Clausen, chega para ajudar Charlotte e a força policial na investigação sobre os desaparecimentos, que agora incluem Helge, Jonas e Ulrich. Katharina busca na caverna por respostas. Martha termina tudo com Bartosz, que agora trabalha com Noah. A versão adulta de Jonas, vinda do futuro, conta sobre sua identidade para a sua mãe, Hannah. Aleksander faz seus homens entrarem com um caminhão de lixo radioativo para dentro da usina. Em 2053, o jovem Jonas ainda está preso na Winden pós-apocalíptica, tendo descoberto sobre o fim do mundo iminente. Ele planeja detê-lo, mas é vigiado de forma rígida por Elisabeth Doppler em sua versão adulta, que sobreviveu ao Apocalipse e agora lidera um grupo de sobreviventes. Ela proíbe a todos de entrarem na usina, agora conhecida como a Zona Morta, sob pena de morte. Jonas adentra o local, ignorando tais regras, e encontra uma esfera amórfica grande, dentro do reator de partículas. |              |                                                   |               |                                |                     |
| 12 | 2            | "Dunkle Materie" "Matéria Escura" (BR)            | Baran bo Odar | Jantje Friese & Ronny Schalk   | 21 de junho de 2019 |
| Em 1987, Mikkel tem dificuldade de viver sua nova vida como Michael, tendo Ines como guardiã. Claudia Tiedemann, em sua versão idosa, visita sua versão adulta para dar informações sobre viagem no tempo, provendo coordenadas de uma máquina do tempo enterrada em seu quintal. Egon agora está aposentado, sofre de câncer avançado e duvida de suas ações a respeito dos corpos da crianças mortas em 1953. Ele entrevista Helge e vai ao prédio psiquiátrico para visitar um Ulrich em sua versão idosa, que passou 34 anos confinado após ser equivocadamente acusado de assassinato. Ulrich então o rejeita, por sua ingenuidade. Em 2020, cinco dias antes do Apocalipse, Clausen e Charlotte entrevistam Regina Tiedemann, que agora sofre de câncer de mama. Ela fala sobre o Estranho que esteve em seu hotel durante os desaparecimentos e deixou seus pertences, que incluíam páginas do livro de Tannhaus. A nova evidência faz Charlotte, que foi criada por Tannhaus, questionar suas origens. Jonas, em sua versão adulta, informa a Hannah sobre viagem no tempo e a leva até 1987, onde encontram Mikkel na casa de Ines. Em 2053, Jonas descobre por gravações de Claudia sobre a "Partícula de Deus": a esfera no reator que pode ser usada como portal para viagem no tempo. Ele rouba combustível para o portal, mas é pego por Elisabeth em sua versão adulta. Ela o pendura para enforcamento público, mas eventualmente o poupa e o prende. Silja, a intérprete de Elisabeth, tem dúvidas sobre a postura de Elisabeth e libera Jonas. Eles vão até a Zona Morta, onde acessam com sucesso a Partícula de Deus. Jonas entra por ela e deixa Silja para trás. |              |                                                   |               |                                |                     |
| 13 | 3            | "Gespenster" "Fantasmas" (BR)                     | Baran bo Odar | Jantje Friese & Marc O. Seng   | 21 de junho de 2019 |
| Em 1954, Helge, desfigurado e em sua versão infantil, retorna após estar perdido por sete meses, mas se recusa a falar com qualquer um — com exceção de Noah. Este último esteve com ele por sete meses em 1987, construindo uma nova máquina do tempo. Doris trai o marido, Egon Tiedemann, com Agnes. Claudia, em sua versão idosa, mais tarde se encontra com Agnes, que já fez parte do Sic Mundus. Esta se encontra com Noah, o qual se descobre ser seu próprio irmão, e expõe para ele a localidade das páginas faltantes na esperança de se juntar novamente ao Sic Mundus. Claudia entrega o livro de Tannhaus para ele e visita a versão mais jovem de seu pai, pedindo desculpas a ele e obviamente o deixando confuso. Claudia encontra Noah na floresta, e é assassinada por ele. Ele obtém as páginas faltantes e fica consternado com as descobertas. Ele mente para Adam sobre encontrar as páginas; Egon, sem sucesso, entrevista Helge e visita um Ulrich incomunicável na cadeia. Em 1987, Egon visita Ulrich em sua versão mais velha no asilo. Este diz a Egon sua identidade, o que lembra Egon de afirmações feitas por Mikkel quando apareceu pela primeira vez, em 1986. Após entrevistar Ines, Egon mostra a Ulrich em sua versão mais velha uma foto de Mikkel. Ulrich se descontrola completamente e o ataca, sendo imobilizado pela equipe do prédio em seguida. Claudia visita Helge e então usa a máquina do tempo que encontrou para viajar a 2020; entristecida por ver a filha Regina doente em casa, ela chora inconsolavelmente. |              |                                                   |               |                                |                     |
| 14 | 4            | "Die Reisenden" "Os Viajantes" (BR)               | Baran bo Odar | Jantje Friese & Martin Behnke  | 21 de junho de 2019 |
| Jonas, ferido, se encontra em Winden no ano de 1921, onde é cuidado pelos habitantes da localidade. Ele tem um encontro curto com um jovem Noah e sua irmã, Agnes. Ele então tenta voltar para 2020 pelo portal, apenas para descobrir que está preso, já que o portal ainda tinha de ser construído. O jovem Noah leva Jonas à igreja, onde está Noah em sua versão adulta; e este o leva até Adam. Jonas se choca ao descobrir que Adam é, na verdade, uma versão idosa de Jonas. Em 2020, as versões adultas de Jonas e Hanna se encontram com Charlotte e Peter no Bunker, discutindo a existência de uma viagem no tempo. Katharina, ao descobrir por eles sobre isto, se mostra cética e desdenha dos mesmos. A versão adulta de Claudia viaja no tempo até 2020 e vai até a biblioteca pública, onde descobre sobre a morte de Egon; agora, ela volta a 1987. Clausen, estranhando tudo, entrevista Aleksander, que revela seu sobrenome original — Köhler — dos tempos em que não era casado com Regina. Martha Nielsen, Magnus Nielsen, Franziska Doppler e Elisabeth Doppler visitam a caverna, onde encontram Bartosz carregando a máquina do tempo. Os jovens tomam a máquina e deixam Bartosz amarrado na caverna. Katharina busca por fotos da turma de 1987 e, para seu completo espanto e emoção, identifica seu filho, assim confirmando as afirmações de Jonas. Em 2053, Silja sai da Zona Morta, e é confrontada pela adulta e armada Elisabeth. Após uma conversa ríspida, Elisabeth admite conhecer a Partícula de Deus. |              |                                                   |               |                                |                     |
| 15 | 5            | "Vom Suchen und Finden" "Achados e Perdidos" (BR) | Baran bo Odar | Jantje Friese & Ronny Schalk   | 21 de junho de 2019 |
| Em 1921, Adam discute sua filosofia com Jonas, que fica chocado com a pessoa que vai se tornar. Adam diz a Jonas sobre um ciclo que irá mudar no passado e mostra a ele uma Partícula de Deus que o levará a qualquer momento que queira. Jonas decide ir ao dia anterior ao suicídio de Michael Kahnwald, para convencê-lo a não se matar. Em 1987, Claudia convida Egon para se mudar para a casa dela, em esperança de prevenir sua morte iminente. Ulrich, confinado, consegue escapar da clínica para visitar Mikkel na casa dos Kahnwald. Após uma conversa, Mikkel se dá conta de que o velho homem é, na verdade, seu pai. Ulrich tenta levar Mikkel para a caverna, mas é impedido pela polícia. Ines recupera Mikkel e Ulrich volta ao confinamento. Em 2020, Katharina tenta explicar a Magnus e Martha o que ela descobriu, mas é rejeitada pelos próprios filhos em função do comportamento distante que tem apresentado. Katharina, então, vai até Hannah para pedir ajuda na compreensão da viagem no tempo. Jonas, em sua versão adulta, deixa para Martha um pingente na casa dos Nielsen, e vai à casa dos Dopplers para ajudar Charlotte. Ela explica que Tannhaus não é o seu verdadeiro avô e que nunca descobriu a identidade de seus pais. Magnus, Martha, Franziska e Elisabeth retornam às cavernas, onde Bartosz fala sobre a máquina do tempo e os leva a 1987. Noah visita Charlotte na loja de Tannhaus, revelando a ela que é, na verdade, sua filha. |              |                                                   |               |                                |                     |
| 16 | 6            | "Ein unendlicher Kreis" "Ciclo sem Fim" (BR)      | Baran bo Odar | Jantje Friese & Martin Behnke  | 21 de junho de 2019 |
| Jonas, em sua versão jovem, viaja de volta para 20 de junho de 2019 para deter Michael em seu suicídio. A sua versão daquele ano, 2019, vai ao lago com Martha, Bartosz e Magnus; Michael tem um encontro nervoso com sua versão infantil; Charlotte e Peter tem dificuldades de comunicação em função do caso de Peter; Aleksander teme que seu passado sombrio seja descoberto. Após ver a sua versão daquele ano sair do lago, o Jonas de 2020, presente na cena, vai até Martha e tem um momento romântico com ela. As versões de 2019 de Jonas e Hannah chegam à casa dos Nielsen, para o aniversário de casamento de Ulrich e Katharina. Nela, Jonas transa com Martha e Ulrich começa seu caso com Hannah. Jonas, em sua versão de 2020, se reconcilia com seu pai e tenta convencê-lo de não se matar; porém, Michael afirma que não está considerando se suicidar e revela que foi Jonas a levá-lo, então como o jovem Mikkel, pelo portal nas cavernas. Ao ler sua carta de suicídio, Michael sugere que, talvez, o real motivo pelo qual Jonas está ali seja para informá-lo do que deve ser feito e escrito. Então, Claudia, em sua versão idosa, chega até a casa e convence Jonas e Michael de que este último deve morrer em 2019, como um adulto, e que Mikkel deve viajar ao passado como criança, para que Jonas possa ser concebido, já que seu papel no dito ciclo é maior do que ele acredita ser. Em 1921, dois membros do Sic Mundus — versões mais velhas de Magnus Nielsen e Franziska Doppler — compartilham preocupações com Adam. |              |                                                   |               |                                |                     |
| 17 | 7            | "Der weiße Teufel" "Diabo Branco" (BR)            | Baran bo Odar | Jantje Friese & Martin Behnke  | 21 de junho de 2019 |
| Em 1954, Egon descobre de um superior que a velha Claudia, morta após levar um tiro, tinha quantidades incomuns de exposição à radiação. Eles acreditam que talvez ela possa ser quem manteve o jovem Helge sequestrado, mas Helge diz que "ele" disse a ela sobre Claudia — o Diabo Branco. Hannah, adulta, viaja até 1954, se identificando como Katharina Nielsen e pedindo para ver Ulrich, que está preso, no asilo. Ela pede a Ulrich para escolher entre ela ou Katharina; ele insiste que deixaria Katharina por ela se o ajudasse a sair de lá, mas ela não acredita nele e friamente deixa o encontro. Na saída, ela explica a Egon que houve uma confusão e que o homem não é o seu marido. Em 1987, Claudia tenta prevenir a morte de seu pai. Egon se pergunta por que motivo Ulrich tentou chegar às cavernas de novo, mas Claudia insiste que não há nada por lá. Ele se dá conta de que ela sabe sobre a viagem no tempo e, de forma egoísta, usa as cavernas para causa própria. Eles lutam pela posse do telefone e ele cai, batendo com a cabeça no chão fortemente. Egon, morrendo, diz que ela é o Diabo Branco. Após retornar para sua própria casa, Jonas, em sua versão de 2020, chega ao local, usando uma chave que a versão idosa de Claudia deu a ele. Ele diz a ela que eles talvez possam mudar aqueles eventos. Em 2020, Martha encontra a versão adulta de Jonas e fica chocada ao saber, por Katharina, que ele é o seu sobrinho. Clausen confronta Aleksander sobre seu passado e o informa de que, em 1986, seu próprio irmão desapareceu e seu nome era Aleksander Köhler. Clausen mostra a ele uma carta anônima, explicando que as respostas para o desaparecimento de seu irmão podem ser encontradas em Winden. Aleksander permanece em silêncio. |              |                                                   |               |                                |                     |
| 18 | 8            | "Enden und Anfänge" "Fins e Começos" (BR)         | Baran bo Odar | Jantje Friese & Daphne Ferraro | 21 de junho de 2019 |
| Bartosz entrega a mensagem final da velha Claudia para Regina: uma foto das duas em 1986. O jovem Jonas, acompanhado de Claudia em sua versão adulta, segue pelas cavernas com a máquina, e Jonas diz a ela que a versão idosa de Claudia o explicou como salvar o mundo, enquanto Adam deseja destruí-lo. Wöller diz a Charlotte que ele ajudou Aleksander a enterrar os restos radioativos na usina, e ela acredita que se Clausen entrar no local, o Apocalipse acontecerá. Noah revela para Adam que encontrou as páginas finais procuradas e tenta matar Adam, mas a arma não atira. Adam então diz que não pode ser morto, porque "não é o seu destino". Ele então explica que Elisabeth se tornará a esposa de Noah e, portanto, a mãe de Charlotte. Magnus, Franziska e Agnes chegam ao local em suas versões adultas. Agnes então usa a mesma arma de Noah para matá-lo, o que de fato ocorre sem problemas. Jonas e Claudia ligam a máquina do tempo nas cavernas, conectando, portanto, passado e futuro. O jovem Noah visita Jonas em sua casa de 2020 e dá a ele uma carta de Martha Nielsen. É aí que Jonas e Martha se reencontram em suas versões jovens, mas em meio ao momento romântico, Adam mata Martha, dizendo que a morte dela era necessária para a mudança em Jonas. Na usina, Clausen força a abertura de latas de resíduos radioativos, que contém rochas com matéria escura derramada sobre elas. Em 2053, Elisabeth liga a máquina ao mesmo tempo em que Magnus e Franziska o fazem, em 1921. A matéria escura em 2020 é ativada e começa a tomar forma. Enquanto Katharina entra pela caverna e abre o portão com a inscrição do "Sic Mundus", a matéria escura cria um portal conectando Elisabeth, de 2053, a Charlotte, em 2020. Conforme o Apocalipse segue ocorrendo, o jovem Jonas, em desespero pela morte de Martha, é surpreendido por outra pessoa: Martha, em novas vestimentas. Ao não entender, ela explica não ser quem ele está pensando, mas uma versão distinta: dessa vez, não se trataria de uma pessoa de outro tempo, mas de outro mundo. |              |                                                   |               |                                |                     |

##### 3ª Temporada
| N.º na série | N.º na temp. | Título                                     | Dirigido por  | Escrito por                  | Lançamento          |
| --- | ------------ | ------------------------------------------ | ------------- | ---------------------------- | ------------------- |
| 19 | 1            | "Deja-vu" "Deja-vu" (BR)                   | Baran bo Odar | Jantje Friese                | 27 de junho de 2020 |
| Em 1987, o "Desconhecido", um viajante temporal de aparição composta por suas versões criança, adulta e idosa ao mesmo tempo, queima a igreja do Sic Mundus, e depois assassina Bernd Doppler em sua casa, roubando as chaves para a usina nuclear. Em meio ao Apocalipse em 2020, Jonas e a Martha do outro mundo viajam para um mundo paralelo, no qual Jonas nunca nasceu. O momento retratado neste mundo é o de novembro de 2019. Enquanto, no mundo anterior, Ulrich e Hannah são amantes, neste outro mundo eles são casados, e Hannah está grávida; Ulrich tem, dessa vez, um caso com Charlotte; aqui, Ulrich e Katharina são divorciados, e a jovem surda é Franziska, e não Elisabeth. Peter é pastor, e não psicólogo; Martha se relaciona com Killian, irmão de Erik Obendorf, e não com Bartosz; neste novo mundo, Regina já é falecida. Martha então desaparece de novo antes que Jonas possa saber de mais detalhes. Mais tarde, ele encontra a versão idosa de Martha, que diz a ele que embora ele não nasça neste mundo, ambos estão condenados a terem o mesmo destino, que se repetirá por vezes. Martha, em sua versão do outro mundo, volta no tempo até a data de 21 de setembro de 1888 para encontrar Jonas em sua versão adulta. Este último passou os últimos meses construindo um dispositivo que ativará a Partícula de Deus. Jonas adulto parece encontrá-la pela primeira vez. Martha o informa, então, de que ela veio descobrir a origem dos eventos em cada um daqueles dois mundos. |              |                                            |               |                              |                     |
| 20 | 2            | "Die Überlebenden" "Os Sobreviventes" (BR) | Baran bo Odar | Jantje Friese & Marc O. Seng | 27 de junho de 2020 |
| Em 1888, Franziska, Magnus, Bartosz e Jonas (este em versão adulta) descobrem sobre o segundo mundo através de Martha em sua versão alternativa, na fábrica de Tannhaus. Bartosz diz a Martha como chegaram em 1888. O avô de H.G. Tannhaus, Gustav Tannhaus, garantiu a Jonas que pode criar um paraíso. Bartosz mostra a Martha uma localidade secreta na qual Heinrich Tannhaus, o pai de H. G. Tannhaus, tentou criar uma máquina do tempo para prevenir a morte de sua esposa — este local eventualmente se tornará a base de operações do Sic Mundus. Martha revela a Bartosz que Jonas é Adam. Em 1987, Katharina adulta visita Ulrich no confinamento psiquiátrico e promete que o levará dali. O casamento de Tronte com Jana se complica após a morte de Mads e do caso com Claudia. Tronte visita Regina, que ele acredita ser sua filha, e decide parar de investigar o desaparecimento de Claudia para o bem de seu casamento. Enquanto isso, o Desconhecido chega à usina e assassina a secretária de Claudia. Em setembro de 2020, três meses após o Apocalipse, Claudia adulta cuida de uma Regina adulta adoecida, enquanto trabalha para encontrar uma forma de salvar aqueles que sucumbiram à catástrofe. Enquanto Claudia está fora, Regina é visitada pela versão idosa de Tronte Nielsen, que relutantemente a asfixia até a morte. Peter e Elisabeth procuram Charlotte e Franziska, e descobrem que uma parede será construída em torno de Winden. Eles encontram o jovem Noah, que agora dorme nas cavernas de Winden: ele diz que protegerá Elisabeth após Peter estar morto. Em 2019, no mundo alternativo, Martha em sua versão idosa mostra a Jonas a árvore genealógica de Winden. Ela diz a ele que dois mundos estão destinados ao mesmo fim, e que em seu mundo o Apocalipse acontecerá em apenas três dias. |              |                                            |               |                              |                     |
| 21 | 3            | "Adam und Eva" "Adam e Eva" (BR)           | Baran bo Odar | Jantje Friese                | 27 de junho de 2020 |
| Em 1888, o Desconhecido assassina Gustav Tannhaus. Bartosz começa a brigar com Jonas, enfurecido por este não contar ao grupo que ele é Adam. Martha convence Jonas de que é de confiança, ao dar a ele uma cápsula que pode ativar a Partícula de Deus. Jonas tenta ativá-la, mas há uma falha de energia. Martha usa a distração para viajar a 2053, onde é revelado que ela recebe ordens de Adam. Em 2019, no mundo alternativo, Martha na versão idosa diz a Jonas que ela é "Eva" — a analogia de Adam para este mundo — e que sua conexão com Jonas junta os dois mundos em um "nó" inseparável. Eva afirma que enquanto ela quer salvar os dois mundos, Adam quer destruir ambos, e que se Jonas quer que Martha viva, ele deve guiar Martha em sua versão do mundo de Eva, para que ela se torne a própria Eva. Mais tarde, o Desconhecido mostra estar trabalhando para Eva e entrega a ela as chaves do sistema de controle de volume da usina nuclear. Em outro lugar do mundo de Eva, Ulrich informa aos seus funcionários que Killian, Bartosz, Franziska, Magnus e Martha encontraram o corpo não identificado de uma criança dos anos 80, carregando um cartão de identidade de Mads Nielsen. Charlotte visita o Bunker e encontra o pingente de Helge. Hannah descobre sobre o caso de Ulrich e chantageia Aleksander a arruinar a vida de Charlotte. Helge confessa a polícia ter matado Mads. Jonas explica seu aparecimento em Winden, na versão alternativa da cidade, para a Martha de 2019, e a leva pelo buraco de minhoca constante na caverna. Ambos emergem em uma paisagem desértica, e são abordados por uma Martha adulta, que diz a eles que estão no futuro. |              |                                            |               |                              |                     |
| 22 | 4            | "Der Ursprung" "A Origem" (BR)             | Baran bo Odar | Jantje Friese                | 27 de junho de 2020 |
| Em 1954, o jovem Tronte conhece o Desconhecido, que diz a ele que conheceu sua mãe há muito tempo e que é o responsável por batizá-lo (portanto, conclui-se que é o pai de Tronte). Ele dá ao jovem um bracelete com o formato de Ouroboros. Egon Tiedemann está tendo um caso com Hannah em sua versão adulta (vivendo, à época, sob a identidade de Katharina) e dá a ela o pingente de São Cristovão. Doris vai até Egon, buscando ajuda para encontrar Agnes Nielsen, e mais tarde encontra o Desconhecido na igreja, que sugere a ela que Egon está tendo um caso. Hannah descobre que ela está grávida e diz isto a Egon, que questiona se o filho é seu e dá a ela dinheiro para um aborto. Egon tenta se reconciliar com Doris, mas ela decide se divorciar dele — o que eventualmente põe o alcoolismo no caminho do pai de Claudia. Hannah se encontra com uma jovem Helene Albers, que será a futura mãe de Katharina, enquanto aguarda pelo processo de aborto, mas reconsidera a situação e deixa ali o colar que Egon deu a ela. Jana recebe o bracelete de Ouroboros de Tronte e começa a se apaixonar por ele, enquanto o menino tem suas primeiras experiências sexuais com a jovem Claudia. O Desconhecido ameaça o prefeito de Winden e o faz assinar a licença de construção para a usina nuclear. Adam levou a base de operações do Sic Mundus para 2053. Ele se junta a Agnes e ambos observam a Partícula de Deus em segurança, e então ela diz conhecer a verdadeira origem do ciclo. Mais tarde, ela entra com a Partícula de Deus. Estamos em 2052, no mundo de Eva — que se tornou um deserto por conta do Apocalipse. Jonas e Martha se encontram no Bunker com a versão adulta de Martha, que diz a eles que é possível prevenirem a catástrofe se puderem evitar a abertura dos barris na usina nuclear; porém, apenas um dos mundos pode ser salvo, e Jonas precisa escolher Eva, e não a Martha do mundo dele. Depois de irem embora, Noah do mundo de Eva chega ao Bunker e observa a árvore genealógica com Martha adulta, salientando que a linhagem familiar de Winden é, na verdade, um ciclo infinito, que se origina de Jonas e Martha. Estes retornam a 2019 e transam apaixonadamente. Enquanto isso, no mundo de Adam, em 2053, Adam revela a Martha que ela está grávida, que seu filho com Jonas é a origem da árvore genealógica. E a identidade deste ser já é conhecida: seu filho é o Desconhecido. |              |                                            |               |                              |                     |
| 23 | 5            | "Leben und Tod" "Vida e Morte" (BR)        | Baran bo Odar | Jantje Friese                | 27 de junho de 2020 |
| Em 1987, Katharina tenta libertar Ulrich e cria o plano de roubar o cartão de acesso de sua mãe, Helene, que trabalha no abrigo psiquiátrico. Ela segue Helene pela floresta, mas ocorre um confronto; ele termina com Helene espancando Katharina até a morte usando uma rocha, e afundando seu corpo no lago. Sem querer, ela deixa o pingente de São Cristovão na costa (onde será encontrado por Jonas e Martha em 2019). Enquanto isso, H.G. Tannhaus revela à Charlotte em sua versão jovem que ela foi entregue para ele por duas mulheres misteriosas logo depois que seu filho, sua nora e sua neta foram mortos num acidente de carro, dizendo portanto que ele não sabe quem são seus verdadeiros pais. Uma chateada Charlotte mais tarde encontra um jovem no ponto de ônibus, chegando em Winden para encontrar seu pai pela primeira vez. Era Peter, bem mais jovem, indo ver Helge. Em 2020, Peter segue a procura por sua filha mais velha, Franziska, e sua esposa, Charlotte. Elisabeth tenta fazer ele admitir que ambas morreram e se recusa a continuar a procurá-las. Voltando ao trailer, ela encontra um intruso, que a amarra e tenta estuprá-la. Peter volta a tempo e consegue salvá-la, mas numa luta violenta é assassinado pelo ladrão. Aproveitando a brecha ao fim do combate, Elisabeth golpeia a cabeça do homem até a morte com um extintor de incêndio. Ela então parte para a caverna e é encontrada por Noah. Enquanto isso, Claudia é visitada por sua versão do mundo de Eva, que a alerta de que Jonas eventualmente se tornará Adam e tentará destruir ambos os mundos para desfazer o nó de eventos que os une. A versão alternativa de Claudia dá a si mesma a tarefa de salvar ambos os mundos, e dá a ela o diário com a triquetra pela primeira vez. Em 2053, Adam convence Charlotte a cumprir uma tarefa para ele: ela e Elisabeth se despedem de Franziska e entram na Partícula de Deus. Em 2019, no mundo de Eva, Jonas leva Martha à usina nuclear para prevenir o Apocalipse, mas depois de ela machucar seu rosto de forma similar ao ferimento de Eva, ele se dá conta de que Eva mentiu para ele e também de que estão apenas perpetuando o mesmo ciclo de eventos no mundo dela. Ele e Martha confrontam Eva, que aparece em sua versão de meia idade. Ela diz a Jonas que ele completou a tarefa que deveria no mundo dela. Neste momento, uma outra Martha em versão jovem, com um enorme ferimento no rosto, acessa o local e atira em Jonas, o matando ali mesmo. |              |                                            |               |                              |                     |
| 24 | 6            | "Licht und Schatten" "Luz e Sombra" (BR)   | Baran bo Odar | Jantje Friese & Marc O. Seng | 27 de junho de 2020 |
| Em 2020, Claudia vai à usina abandonada e encontra a Partícula de Deus em estado dormente. Jonas, que aparentemente está vivo, acaba a encontrando. Claudia o convence a ajudá-la a restaurar a Partícula de Deus. No mundo de Eva, em 2052, ela explica para a sua versão jovem e ferida que a morte de Martha, no mundo de Adam, é o ponto onde duas realidades paralelas se sobrepõem: em um cenário, Jonas é salvo do Apocalipse pela Martha de outro mundo e levado para o mundo de Eva, onde eventualmente será morto; em outro cenário, Jonas não é encontrado por Martha do mundo alternativo e, em vez disso, vive em seu próprio mundo, eventualmente se tornando Adam. Eva diz que estas distintas cadeias de eventos coexistem em Entrelaçamento quântico. Martha viaja até o dia do Apocalipse no mundo de Eva e tenta buscar ajuda para Magnus, que a rejeita. Ela então vai a Bartosz, dizendo a ele que o Apocalipse será iniciado quando os barris forem abertos, na usina nuclear. Aleksander, ignorando a tentativa de chantagem de Hannah, chama Charlotte à usina, numa tentativa de limpar seu nome junto à polícia. Sem poder contactar Aleksander, Martha e Bartosz correm à usina, mas são interceptados pelas versões adultas de Magnus e Franziska do mundo de Adam, que explicam que Eva mentiu. Eles enviam Martha em sua missão de resgatar Jonas do Apocalipse. Bartosz é encontrado por sua própria versão adulta, que foi enviada por Eva, tal qual seus companheiros da Erit Lux (a versão do mundo dela para a Sic Mundus) — Noah (adulto e jovem), Claudia, Egon e a adulta Martha — para completar o ciclo de eventos do mundo dela. Enquanto isso, o Desconhecido viaja até 1986 em ambos os mundos para fazer o lançamento de lixo de césio radioativo na usina — trata-se do incidente que eventualmente resultará tanto na criação do Buraco de Minhoca na caverna quanto no próprio Apocalipse. Em 2019, Aleksander e Charlotte abrem um barril de lixo radioativo na usina, liberando matéria escura sem querer e causando o Apocalipse que se dará no mundo de Eva. Em 2053, no mundo de Adam, ele leva Martha como prisioneira e depois tenta destruir a origem ao ativar a Partícula de Deus, no momento do Apocalipse em ambos os mundos, ao lançar a energia de ambos os Apocalipses sobre Martha, matando a moça e seu filho para sempre. |              |                                            |               |                              |                     |
| 25 | 7            | "Zwischen der Zeit" "Entretempo" (BR)      | Baran bo Odar | Jantje Friese                | 27 de junho de 2020 |
| Este episódio desenha uma sequência de vários eventos entre 1888 e 2054 que completam o ciclo de eventos em Winden. O episódio começa com a explicação de H.G. Tannhaus sobre o paradoxo do Gato de Schrödinger, que serve como uma metáfora para as duas sequências de eventos durante o Apocalipse de 2020: em uma, Martha do mundo de Eva salva Jonas do Apocalipse; na outra, ela é impedida por Bartosz, que foi mandado por sua própria versão adulta sob as ordens de Eva. Neste cenário, Bartosz leva Martha de volta ao seu mundo para enfrentar Eva, que a instrui a matar Jonas quando este chegar na sede da Erit Lux, com a Martha de 2019. Eva fere o rosto de Martha para lembrá-la de que lado ela está. Em 1890, Bartosz encontra Silja, que foi enviada por Adam, de 2053. Ambos terminam por ter duas crianças respectivamente, em 1904 e 1910: Hanno (Noah) e Agnes (cujo nascimento resulta na morte de Silja). Hannah chega em 1911 com uma jovem Silja para ficar com Jonas, que começou a se transformar em Adam. Jonas estrangula Hannah até a morte e toma Silja com uma integrante eventual do Sic Mundus. De 1974 a 1986, H.G. Tannhaus é mostrado construindo a sua própria máquina do tempo no Bunker, numa tentativa de prevenir as mortes de seu filho, sua nora e sua neta. Em 2023, Jonas e Claudia falham ao reativar a Partícula de Deus. Em desespero, Jonas tenta se suicidar, mas é impedido por um Noah adolescente. Noah prova a Jonas que ele não pode se matar, visto que sua versão adulta já existe, e o lembra de seu compromisso em ajudar Noah e Claudia a restaurarem a Partícula de Deus. Tal esforço segue até 2041, ponto no qual Elisabeth dá luz à Charlotte Doppler. Então, as versões adultas de ambas, Elisabeth e Charlotte, de 2053, viajam até 2041 para sequestrarem a bebê Charlotte, a qual elas eventualmente entregam a Tannhaus. Fica esclarecido então que são estas as duas mulheres que o entregaram a criança, conforme revelação de Tannhaus à jovem Charlotte sobre seus pais serem desconhecidos a ele. Noah suspeita de que Claudia é a responsável, o que o leva à sua busca das páginas perdidas no bloco de notas de Claudia e à sua eventual iniciação por Adam à Sic Mundus em 1920. Enquanto isso, Claudia, que tem estado deliberadamente atrasando a restauração da Partícula de Deus a mando de seu eu alternativo, mata esta sua versão e começa a manter as aparências como a sua versão alternativa para Eva, enquanto coleta conhecimento sobre o ciclo de eventos em ambos os mundos. Em 2052, a versão idosa de Claudia envia Jonas adulto em sua missão a 2019 — neste momento crucial, é desencadeada toda a cadeia de eventos que dará início aos acontecimentos da primeira temporada da série. Em 2053, a tentativa de Adam, de destruir a dita origem, falha em apagar sua existência, o que o deixa perplexo. Neste momento, ele é visitado pela versão idosa de Claudia, que diz a ele que sabe como os mundos estão conectados. |              |                                            |               |                              |                     |
| 26 | 8            | "Das Paradies" "O Paraíso" (BR)            | Baran bo Odar | Jantje Friese                | 27 de junho de 2020 |
| Em 2053, Claudia explica a Adam como ele e Eva estão ligados em um nó Triquetra irresolvível que tem a origem exterior a ambos os mundos, e como ambos tem estado eternamente repetindo o ciclo, inclusive nas tentativas de terminá-lo, por parte de Adam. Claudia orienta Adam a prevenir a origem em um terceiro mundo, o original, desconhecido a Adam, no qual Tannhaus criou uma máquina do tempo para prevenir a morte de sua família — o que inadvertidamente dividiu seu mundo nos dois outros, conectados, de Adam e Eva. Em 2052, no mundo de Eva, ela apresenta a jovem Martha ao seu filho, o Desconhecido, e a força a atirar em Jonas como sua versão mais jovem testemunhou anteriormente, dizendo que isto é necessário para salvar seu filho. Adam retorna a Jonas no dia do Apocalipse e o leva para o mundo de Eva, num momento em que Jonas não está a par do mesmo. Adam então urge Jonas a prevenir a origem com a versão alternativa de Martha, pois é a conexão de ambos que acopla os dois mundos. Adam então visita Eva e, para sua surpresa, se recusa a matá-la como ela originalmente se lembrava ocorrer. Eva se dá conta de que o ciclo finalmente foi quebrado, e ambos se abraçam honestamente. Jonas e Martha viajam ao mundo de origem pela passagem na caverna e previnem com sucesso as mortes de Marek, Sonja e Charlotte — filho, nora e neta de Tannhaus, respectivamente. Dessa forma, fica eliminada a dor em Tannhaus que o levaria a criar a máquina do tempo. Com a origem desfeita, Jonas, Martha e a maioria dos personagens é apagada da existência, juntamente com ambos os mundos. Os únicos personagens adultos que permanecem no mundo de origem são aqueles que não nasceram como resultado de uma viagem temporal: Hannah, Katharina, Peter, Regina e os irmãos Wöller. Além disso, Claudia e Bernd são revelados serem os pais de Regina. No mundo de origem, Peter está em um relacionamento com Bernadette; Regina e Katharina são felizes e solteiras, já que Ulrich nunca existiu e Regina nunca conheceu Aleksander/Boris; e Hannah está esperando um filho com Torben Wöller. Os seis jantam na casa de Regina, que se trata exatamente da residência dos Kahnwald no mundo de Adam — e também da residência dos Nielsen no mundo de Eva. Em meio a uma tempestade, Hannah nota uma capa de chuva amarela, similar à utilizada por Jonas e Martha em seus respectivos mundos, e experiencia um Deja Vu intenso. Explicando as lembranças, são demonstradas várias similaridades quanto ao destino de ambos os mundos, implicando que seus eventos ainda influenciaram o mundo de origem, de alguma forma. Quando perguntada quanto ao nome de seu bebê, Hannah toma um momento para pensar e revela que sempre gostou do nome "Jonas". |              |                                            |               |                              |                     |

### Visão Geral
| Temporada | Temporada | Episódios | Episódios | Originalmente exibido |
| --------- | --------- | --------- | --------- | --------------------- |
|           | 1         | 10        | 10        | 1 de dezembro de 2017 |
|           | 2         | 8         | 8         | 21 de junho de 2019   |
|           | 3         | 8         | 8         | 27 de junho de 2020   |

## Elenco
Classificação: primeiro, as famílias são listadas pelo sobrenome; Dentro das famílias, as pessoas mais velhas prevalecem sobre as pessoas mais jovens e as mulheres sobre os homens; Os últimos outros papéis são mencionados.
| Personagem                                  | Ano  | Ator                      | Papel (Temporadas) | Fotos |
| ------------------------------------------- | ---- | ------------------------- | ------------------ | ----- |
| Greta Doppler                               | 1953 | Cordelia Wege             | 1-2-3              |       |
| Bernd Doppler                               | 1986 | Michael Mendl             | 1-2-3              |       |
| Bernd Doppler                               | 1953 | Anatole Taubman           | 1-3                |       |
| Helge Doppler                               | 2019 | Hermann Beyer             | 1-3                |       |
| Helge Doppler                               | 1986 | Peter Schneider           | 1-2-3              |       |
| Helge Doppler                               | 1953 | Tom Philipp               | 1-2-3              |       |
| Unknown Woman Doppler                       | 1986 | ?                         | 1-2-3              |       |
| Charlotte Doppler                           | 2019 | Karoline Eichhorn         | 1-2-3              |       |
| Charlotte Doppler                           | 1986 | Stephanie Amarell         | 1-3                |       |
| Peter Doppler                               | 2019 | Stephan Kampwirth         | 1-2-3              |       |
| Peter Doppler                               | 1987 | Pablo Striebeck           | 3                  |       |
| Franziska Doppler                           | 2019 | Gina Alice Stiebitz       | 1-2-3              |       |
| Franziska Doppler                           | 1921 | Carina Wiese              | 2-3                |       |
| Franziska Doppler                           | 1888 | Gina Alice Stiebitz       | 3                  |       |
| Elisabeth Doppler                           | 2053 | Sandra Borgmann           | 2-3                |       |
| Elisabeth Doppler                           | 2043 | Sandra Borgmann           | 3                  |       |
| Elisabeth Doppler                           | 2019 | Carlotta Von Falkenhayn   | 1-2-3              |       |
| Daniel Kahnwald                             | 1953 | Florian Panzner           | 1-2-3              |       |
| Unknown Woman Kahnwald                      | 1953 | ?                         | 2                  |       |
| Ines Kahnwald                               | 2019 | Angela Winkler            | 1                  |       |
| Ines Kahnwald                               | 1986 | Anne Ratte-Polle          | 1-2-3              |       |
| Ines Kahnwald                               | 1953 | Lena Urzendowsky          | 1-3                |       |
| Hannah Kahnwald                             | 2019 | Maja Schöne               | 1-2-3              |       |
| Hannah Kahnwald                             | 1986 | Ella Lee                  | 1-2-3              |       |
| Hannah Kahnwald                             | 1954 | Maja Schöne               | 3                  |       |
| Hannah Kahnwald                             | 1911 | Maja Schöne               | 3                  |       |
| Jonas Kahnwald                              | 2052 | Andreas Pietschmann       | 1-2-3              |       |
| Jonas Kahnwald                              | 2019 | Louis Hofmann             | 1-2-3              |       |
| Jonas Kahnwald                              | 1911 | Andreas Pietschmann       | 3                  |       |
| Jonas Kahnwald                              | 2043 | Andreas Pietschmann       | 3                  |       |
| Jonas Kahnwald                              | 1888 | Andreas Pietschmann       | 3                  |       |
| Jonas Kahnwald                              | 1921 | Dietrich Hollinderbäumer  | 2                  |       |
| Jonas Kahnwald (Adam)                       | ?    | Dietrich Hollinderbäumer  | 2-3                |       |
| Agnes Nielsen                               | 1953 | Antje Traue               | 1-2-3              |       |
| Agnes Nielsen                               | 1921 | Helena Pieske             | 2                  |       |
| Agnes Nielsen                               | 1910 | ?                         | 3                  |       |
| Jana Nielsen                                | 2019 | Tatja Seibt               | 1-2                |       |
| Jana Nielsen                                | 1986 | Anne Lebinsky             | 1-3                |       |
| Jana Nielsen                                | 1953 | Rike Sindler              | 1-3                |       |
| Tronte Nielsen                              | 2019 | Walter Kreye              | 1-2-3              |       |
| Tronte Nielsen                              | 1986 | Felix Kramer              | 1-3                |       |
| Tronte Nielsen                              | 1953 | Joshio Marlon             | 1-2-3              |       |
| Katharina Nielsen                           | 2019 | Jördis Triebel            | 1-2-3              |       |
| Katharina Nielsen                           | 1986 | Nele Trebs                | 1-2-3              |       |
| Helene Albers Nurse in Psychiatric Hospital | 2020 | ?                         | 3                  |       |
| Helene Albers Nurse in Psychiatric Hospital | 1987 | Katharina Spiering        | 3                  |       |
| Helene Albers Nurse in Psychiatric Hospital | 1954 | Mariella Josephine Aumann | 3                  |       |
| Farmer Hermann Albers                       | 1986 | Thomas Arnold             | 1                  |       |
| Katharina Albers                            | 1987 | Nele Trebs                | 3                  |       |
| Ulrich Nielsen                              | 2019 | Oliver Masucci            | 1-2-3              |       |
| Ulrich Nielsen                              | 1986 | Ludger Bökelmann          | 1-3                |       |
| Ulrich Nielsen                              | 1987 | Winfried Glatzeder        | 2-3                |       |
| Ulrich Nielsen                              | 1953 | Oliver Masucci            | 1-2                |       |
| Mads Nielsen                                | 1986 | Valentin Oppermann        | 1                  |       |
| Magnus Nielsen                              | 2019 | Moritz Jahn               | 1-2-3              |       |
| Magnus Nielsen                              | 1921 | Wolfram Koch              | 2-3                |       |
| Magnus Nielsen                              | 1888 | Moritz Jahn               | 3                  |       |
| Martha Nielsen                              | 2052 | Nina Kronjäger            | 3                  |       |
| Martha Nielsen                              | 2019 | Lisa Vicari               | 1-2-3              |       |
| Martha Nielsen                              | 1888 | Lisa Vicari               | 3                  |       |
| Martha Nielsen                              | 2043 | Barbara Nüsse             | 3                  |       |
| Martha Nielsen                              | 2043 | Nina Kronjäger            | 3                  |       |
| Martha Nielsen                              | 1888 | Nina Kronjäger            | 3                  |       |
| Martha Nielsen (Eva)                        | ?    | Barbara Nüsse             | 3                  |       |
| Mikkel Nielsen Michael Kahnwald             | 2019 | Sebastian Rudolph         | 1-2-3              |       |
| Mikkel Nielsen Michael Kahnwald             | 1986 | Daan Lennard Liebrenz     | 1-2-3              |       |
| Mikkel Nielsen Michael Kahnwald             | 2019 | Sebastian Rudolph         | 1-2-3              |       |
| Mikkel Nielsen Michael Kahnwald             | 2019 | Daan Lennard Liebrenz     | 1-2-3              |       |
| Senhora Odendorf                            | 1954 | ?                         | 3                  |       |
| Jürgen Obendorf                             | 2019 | Tom Jahn                  | 1-2-3              |       |
| Ulla Obendorf                               | 2019 | Jennipher Antoni          | 1                  |       |
| Erik Obendorf                               | 2019 | Paul Radom                | 1                  |       |
| Kilian Obendorf Student Theater Samuel      | 2019 | Sammy Scheuritzel         | 1-3                |       |
| Doris Tiedemann                             | 1953 | Luise Heyer               | 1-2-3              |       |
| Egon Tiedemann                              | 2019 | Christian Pätzold         | 3                  |       |
| Egon Tiedemann                              | 1986 | Christian Pätzold         | 1-2-3              |       |
| Egon Tiedemann                              | 1953 | Sebastian Hülk            | 1-2-3              |       |
| Unknown OldMan Tiedemann                    | 1986 | ?                         | 3                  |       |
| Claudia Tiedemann                           | 2019 | Lisa Kreuzer              | 1-2-3              |       |
| Claudia Tiedemann                           | 1986 | Julika Jenkins            | 1-2-3              |       |
| Claudia Tiedemann                           | 1953 | Gwendolyn Göbel           | 1-2-3              |       |
| Claudia Tiedemann                           | 2043 | Julika Jenkins            | 3                  |       |
| Claudia Tiedemann                           | 2021 | Julika Jenkins            | 3                  |       |
| Claudia Tiedemann                           | 2020 | Julika Jenkins            | 3                  |       |
| Claudia Tiedemann                           | 2019 | Julika Jenkins            | 3                  |       |
| Claudia Tiedemann                           | 2052 | Lisa Kreuzer              | 1-3                |       |
| Claudia Tiedemann                           | 1986 | Lisa Kreuzer              | 1-2                |       |
| Claudia Tiedemann                           | 1953 | Lisa Kreuzer              | 2                  |       |
| Silja                                       | 2053 | Lea Van Acken             | 2-3                |       |
| Silja                                       | 1911 | Aurora Dervisi            | 3                  |       |
| Silja                                       | 1910 | Lissy Pernthaler          | 3                  |       |
| Silja                                       | 1888 | Lea Van Acken             | 3                  |       |
| Regina Tiedemann                            | 2019 | Deborah Kaufmann          | 1-2-3              |       |
| Regina Tiedemann                            | 1986 | Lydia Maria Makrides      | 1-2-3              |       |
| Aleksander Tiedemann                        | 2019 | Peter Benedict            | 1-2-3              |       |
| Aleksander Tiedemann                        | 1986 | Béla Gabor Lenz           | 1-2-3              |       |
| Bartosz Tiedemann                           | 2019 | Paul Lux                  | 1-2-3              |       |
| Bartosz Tiedemann                           | 1910 | Roman Knizka              | 2-3                |       |
| Bartosz Tiedemann                           | 2019 | Roman Knizka              | 3                  |       |
| Bartosz Tiedemann                           | 1901 | Paul Lux                  | 3                  |       |
| Bartosz Tiedemann                           | 1888 | Paul Lux                  | 3                  |       |
| Gustav Tannhaus                             | 1888 | Axel Werner               | 3                  |       |
| Gustav Tannhaus                             | 1822 | Linus Fischer             | 3                  |       |
| Heinrich Tannhaus                           | 1810 | Werner Wölbern            | 3                  |       |
| Leopold Tannhaus                            | 1900 | ?                         | 3                  |       |
| Charlotte Tannhaus I                        | 1972 | ?                         | 3                  |       |
| H. G. Tannhaus                              | 1986 | Christian Steyer          | 1-2-3              |       |
| H. G. Tannhaus                              | 1953 | Arnd Klawitter            | 1-2-3              |       |
| H. G. Tannhaus                              | 1971 | ?                         | 3                  |       |
| Sonja Tannhaus                              | 1971 | Svenja Jung               | 3                  |       |
| Marek Tannhaus                              | 1971 | Merlin Rose               | 3                  |       |
| Charlotte Tannhaus                          | 1971 | ?                         | 3                  |       |
| Hanno Tauber (Noah)                         | 2043 | Mark Waschke              | 3                  |       |
| Hanno Tauber (Noah)                         | 1953 | Mark Waschke              | 1-2-3              |       |
| Hanno Tauber (Noah)                         | 1921 | Max Schimmelpfennig       | 2-3                |       |
| Hanno Tauber (Noah)                         | 1910 | Till Patz                 | 3                  |       |
| Hanno Tauber (Noah)                         | 2019 | Mark Waschke              | 1-2-3              |       |
| Hanno Tauber (Noah)                         | 1986 | Mark Waschke              | 1-2-3              |       |
| Hanno Tauber (Noah)                         | 1953 | Mark Waschke              | 1-2-3              |       |
| Hanno Tauber (Noah)                         | 1921 | Mark Waschke              | 1-2-3              |       |
| Hanno Tauber (Noah)                         | 2019 | Max Schimmelpfennig       | 3                  |       |
| Clara Schrage                               | 2019 | Lena Dorrie               | 1                  |       |
| Unknown Woman                               | 1921 | Carina Wiese              | 2                  |       |
| Unknown Man                                 | 1921 | Wolfram Koch              | 2                  |       |
| Gretchen (Cadela)                           | 1953 | ?                         | 1-2-3              |       |
| Torben Wöller                               | 2019 | Leopold Hornung           | 1-2-3              |       |
| Bernadette Wöller                           | 2019 | Anton Rubtsov             | 1-2-3              |       |
| Dr Schaller                                 | 1986 | Luc Feit                  | 1                  |       |
| The Stranger                                | 2019 | Andreas Pietschmann       | 1                  |       |
| W. Clausen Köhler                           | 2019 | Sylvester Groth           | 2                  |       |
| W. Clausen Köhler                           | 1986 | ?                         | 2                  |       |
| Aleksander Köhler                           | 1986 | ?                         | 1-2                |       |
| Donata Kraus                                | 1986 | Anna Schonberg            | 1                  |       |
| Sebastian Krüger                            | 1986 | Denis Schmidt             | 1-2                |       |
| Unknown Woman Krüger                        | 1986 | ?                         | 2                  |       |
| Justyna Jankowski                           | 2019 | Mieke Schymura            | 1-2                |       |
| Martin Dohring                              | 1986 | Franz Hartwig             | 1                  |       |
| Udo Meier                                   | 1953 | Henning Peker             | 1-2                |       |
| Selma Ahrens                                | 1986 | Barbara Philipp           | 1                  |       |
| Jasmin Trewen                               | 1986 | Lea Willkowsky            | 1-2-3              |       |
| Dr Reimann                                  | 1986 | Hannes Weggener           | 1                  |       |
| Man In Cave                                 | 1921 | Roman Knizka              | 2                  |       |
| Yasin Friese                                | 2019 | Vico Mücke                | 1                  |       |
| Marilda Friese Marilda (Yasin's Mother)     | 2019 | Helena Abay               | 1                  |       |
| Edda Heimann                                | 2019 | Anna Konig                | 1                  |       |
| Dead Animals                                | 2019 | Birds                     | 1                  |       |
| Dead Animals                                | 1986 | Sheep                     | 1                  |       |
| Erna                                        | 1921 | Tilla Kratochwil          | 2                  |       |
| Erna                                        | 1904 | Anja Willutzki            | 2                  |       |
| Ulla Schmidt                                | 1987 | ?                         | 2                  |       |
| The Unknown                                 | 1986 | Hans Diehl                | 3                  |       |
| The Unknown                                 | 1953 | Jakob Diehl               | 3                  |       |
| The Unknown                                 | 1921 | Claude Heinrich           | 3                  |       |

### Árvore genealógica

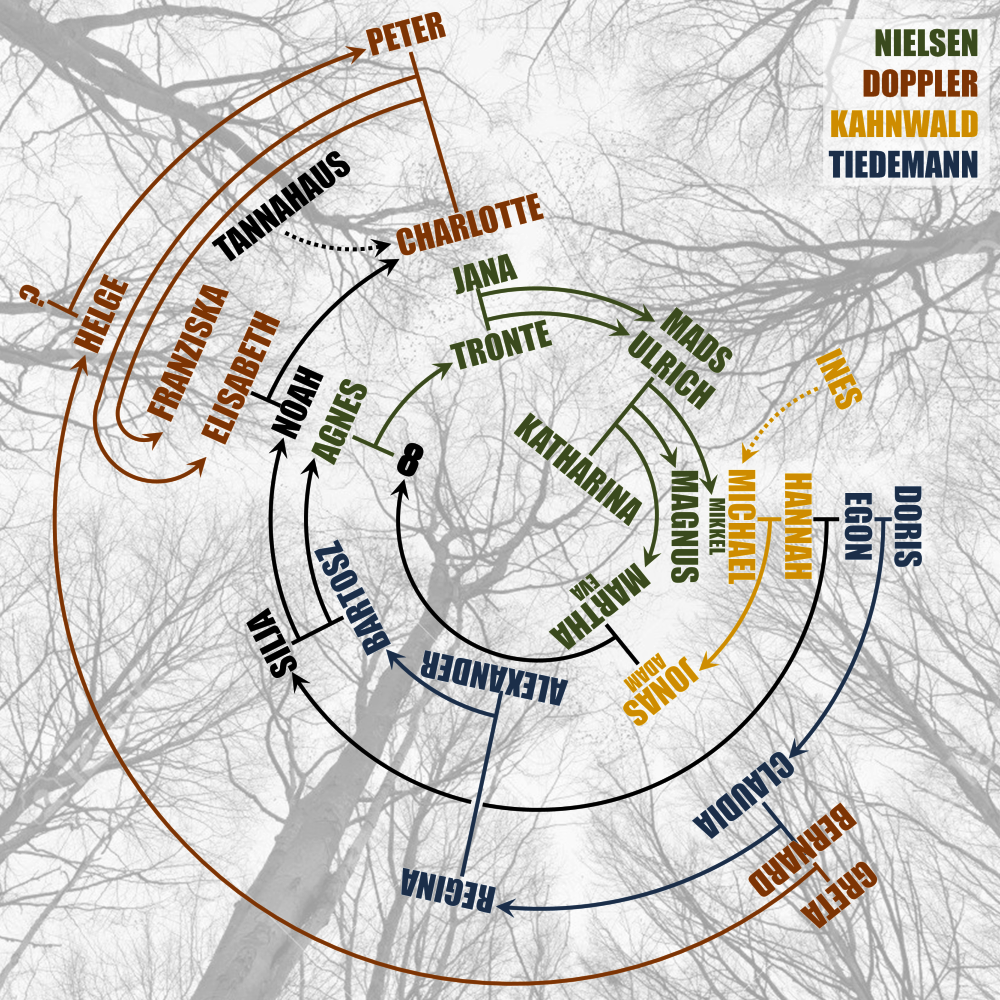
Árvore genealógica

## Produção e lançamento
Em fevereiro de 2016, a Netflix deu sinal verde para a série e encomendou uma primeira temporada composta por 10 episódios de uma hora. As filmagens começaram em 4 de outubro de 2016 nos arredores de Berlim e duraram até o final de março de 2017. A série foi filmada na resolução 4K (Ultra HD). Sua primeira temporada completa, com dez episódios, foi disponibilizada no dia 1º de dezembro de 2017.
Após críticas positivas, a série foi renovada no dia 20 de dezembro de 2017 para uma segunda temporada, que iniciou as gravações no dia 25 de junho de 2018 e finalizou em dezembro do mesmo ano, sendo lançada no dia 21 de junho de 2019 - uma data que marca um evento simbólico no universo da série - com mais oito episódios. Assim como a primeira, a segunda temporada também foi bem recebida entre os críticos.
No trailer de lançamento da segunda temporada, lançado em maio de 2019, a série foi anunciada como uma trilogia, uma história contada em três "ciclos". Assim, a trilogia se encerrou na terceira temporada, que foi lançada no dia 27 de junho de 2020 - outra data que marca um grande evento na trama da série.